# Hypothèse de la vitre brisée

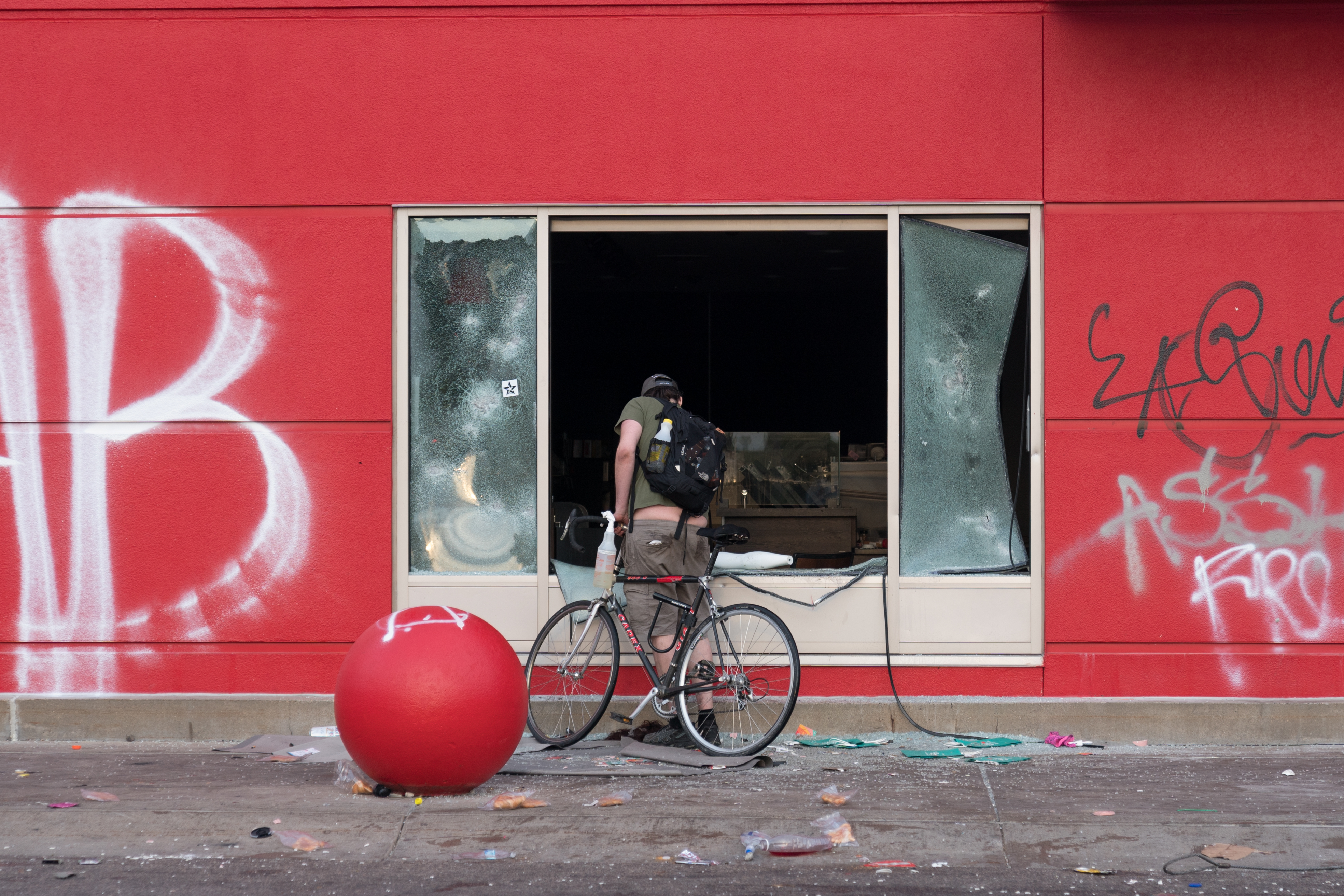
Des vitres brisées et un mur couvert de graffitis.

Ne doit pas être confondu avec Sophisme de la vitre cassée.
Pour les articles homonymes, voir Vitre brisée.
L'hypothèse de la vitre brisée, souvent appelée théorie de la vitre brisée, à son tour également dite de la fenêtre brisée ou du carreau cassé, broken windows effect en anglais, est une explication statistique mise en avant pour établir un lien direct de cause à effet entre le taux de criminalité et le nombre croissant de fenêtres brisées à la suite d'une seule fenêtre brisée que l'on omet de réparer. Cette théorie qui se rattache concrètement à la criminologie, est reprise en sociologie de la déviance, en sociologie urbaine, et  même  en sciences sociales.
Il s'agit d'un concept ou plutôt d'une analogie, voulant que les petites détériorations que subit l'espace public suscitent nécessairement un délabrement plus général des cadres de vie et des situations humaines qui en relèvent. Souvent utilisée par les partisans de la tolérance zéro, ce principe est fondé sur l'exemple d'un édifice dont une vitre brisée n'est pas immédiatement remplacée. Partant de là, toutes les autres seront cassées peu de temps après parce que la première laisse entendre que le bâtiment est abandonné, ce qui constitue l'amorce d'un cercle vicieux.
Parfois, on  utilise l'exemple de la voiture rayée pour illustrer le fait que celle-ci se fasse beaucoup plus rayer qu'une voiture n'ayant aucune rayure.

## Histoire de la théorie de la vitre brisée
La théorie de la fenêtre brisée (Broken window theory) est née d’un article de James Q. Wilson (1931-2012), professeur de science politique à l’université de Californie) et George L. Kelling (professeur de criminologie à l’université de Rutgers, dans le New Jersey) paru en 1982 dans une revue grand public sous le titre Broken Windows. The police and neighborhood safety.
Psychologues sociaux et policiers tendent à s'accorder sur le fait que si une fenêtre d'un bâtiment est cassée et non réparée, toutes les autres fenêtres seront bientôt cassées aussi. C'est vrai autant pour les beaux quartiers que les plus vétustes. Le brisage de fenêtres ne se produit pas nécessairement à de larges échelles parce que certaines zones seraient habitées par des briseurs de fenêtres résolus tandis que d'autres seraient peuplées d'amoureux des fenêtres, mais plutôt parce qu'une fenêtre brisée non réparée constitue un signal que personne ne s'en préoccupe, et que dès lors en briser d'autres ne cause aucun tort. (Cela a toujours été un fait amusant.)
L’article évoque une expérience à Newark ayant consisté à remplacer les patrouilles de police motorisées par des patrouilles de police à pied. Si la pratique n’eut aucun effet sur le taux de criminalité, elle inspira pourtant aux habitants le sentiment que le voisinage était devenu plus sûr et la présence régulière d’officiers de police expérimentés parvint à restaurer une sorte d’ordre public (par exemple, les mendiants pouvaient s’asseoir mais pas s’allonger, les alcooliques pouvaient boire en public mais dans des sacs en papier et pas aux croisements… sous peine d’une réaction sociale ou d’un appel aux îlotiers).
La théorie a été développée en 1996 dans un ouvrage de criminologie et de sociologie urbaine coécrit par Georges L. Kelling, avec Catharine Coles, Fixing Broken Windows: Restoring Order and Reducing Crime in Our Communities. Basé sur l'article initial, ce livre développe son argument plus en détail, liant la théorie de la vitre brisée au crime et énonçant des stratégies pour le contenir ou l'éliminer des villes.
Selon ce livre, une stratégie efficace de prévention du vandalisme consisterait à résoudre les problèmes dès leur moindre stade. Réparer les vitres brisées dans les plus brefs délais — un jour ou une semaine — diminuerait la tendance à ce que des vandales en brisent d'autres ou causent de dégâts plus importants. Nettoyer les trottoirs quotidiennement réduirait l'accumulation d'ordures. Les problèmes ainsi risqueraient beaucoup moins d'escalader, et les résidents de fuir le quartier.
Dans son livre de 1972 Defensible Space, Oscar Newman a introduit la théorie de l'espace défendable (defensible space theory). Il a avancé que, bien que son rôle soit crucial, l'autorité de la police n'est pas suffisant pour assurer qu'une ville soit sûre et dépourvue de criminalité. Les personnes de la communauté aideraient à sa prévention. Newman a énoncé que les gens entretiennent et protègent les espaces dans lesquels ils se sentent investis. Une zone serait plus sûre si les personnes éprouvent un sentiment d'appartenance et de responsabilité sur elle. Les vitres brisées et le vandalisme ne seraient donc marquées que parce que les communautés ne se soucieraient pas des dégâts. Peu importe combien de fois les fenêtres seraient réparées, la communauté doit toujours investir de son temps pour se maintenir en sécurité. La négligence des habitants d'une dégradation telle qu'une vitre brisée est un signe de leur manque d'intérêt pour la collectivité. Newman affirme que c'est un signe clair que la société a accepté ce désordre, qu'elle permet aux vitres brisées de manifester sa vulnérabilité.
Malcolm Gladwell relie cette théorie à la situation de New York City dans son ouvrage The Tipping Point.

## Explication théorique
La raison pour laquelle l'état de l'environnement urbain pourrait affecter la criminalité tient à trois facteurs : les normes sociales et le conformisme, la présence ou non d'une surveillance, le signalement social et le signal crime.
Dans un environnement urbain anonyme, avec peu ou pas de personnes autour, les normes et la surveillance sociales ne sont pas clairement sues. Les individus cherchent donc dans l'environnement des signaux des normes sociales et le risque couru s'ils les violent. L'un de ces signaux est l'apparence générale des alentours. Selon la théorie de la vitre brisée, un environnement propre et ordonné, entretenu, envoie le signal que la zone est surveillée et que la criminalité n'y est pas tolérée. Au contraire, un environnement en désordre, qui n'est pas entretenu, comportant des vitres brisées, des graffitis ou des ordures au sol, envoie le signal que la zone n'est pas surveillée et qu'il est peu probable qu'un crime ou un délit qui y serait commis soit repéré.
La théorie de la vitre brisée suppose que l'environnement « communique » avec les individus. Une vitre brisée envoie aux criminels et délinquants le message que la communauté affiche un manque de contrôle social informel et qu'elle est donc incapable ou ne veut pas se défendre contre la criminalité. Ce n'est pas tant la vitre brisée elle-même qui est importante que le message qu'elle envoie aux gens. Elle symbolise la vulnérabilité et le manque de cohésion de la communauté. Les habitants des quartiers dotés d'une forte cohésion sociale réparent les vitres brisées et assument chacun une responsabilité sociale, contrôlant effectivement leur espace de vie.
Une vitre brisée conduisant à de plus sérieux problèmes, les résidents changent leur représentation de leur communauté. Afin d'assurer leur sécurité, une communauté cohésive se délite à mesure que les individus passent moins de temps dans les espaces communs afin d'éviter de potentielles agressions par des individus extérieurs. Le lente détérioration de la communauté résultant des vitres brisées modifie le comportement des individus concernant les espaces communautaires, sur lesquels la communauté perd ainsi le contrôle.
L'installation d'adolescents turbulents, de mendiants, de toxicomanes ou de prostituées signifie que la communauté n'assure plus de contrôle social informel, et ses membres prennent alors peur de ce qui pourrait se produire de pire. Ils passent donc moins de temps dans les rues et évitent ces nouveaux individus. Si le problème persiste, il se sentent de moins en moins liés à leur communauté.
Un temps, les résidents tolèrent les « vitres brisées » car ils se sentent appartenir à la communauté. Cependant, les problèmes apparaissent lorsque des extérieurs commencent à démanteler le tissu social de la communauté. C'est la différence entre les « habitués » et les « étrangers ». La façon dont les « habitués » agissent constitue la culture interne à la communauté, mais à laquelle les « étrangers » sont des « extérieurs » n'appartenant pas. En conséquence, des activités quotidienne considérées comme normales pour les résidents deviennent inconfortables, à mesure que la communauté leur procure un sentiment différent d'auparavant.
Au regard de la géographie sociale, la théorie de la vitre brisée est une façon d'expliquer les interactions des personnes avec l'espace. La culture d'une communauté peut se détériorer et changer dans le temps, sous l'influence d'individus et de comportement indésirés qui changent le paysage.
La théorie peut être vue comme formulant le modelage de l'espace par les personnes, le comportement de la communauté produisant des espaces utilisés pour des fonctions spécifiques par les résidents. D'autre part, elle peut aussi vue comme formulant le modelage des personnes par l'espace, l'environnement influençant et contraignant les prises de décisions quotidiennes. Cependant, avec des politiques cherchant à supprimer la présence d'individus indésirés qui sèment le désordre aux yeux du public, son argument paraît en faveur de l'idée selon laquelle les personnes modèlent l'espace, puisque ce sont les politiques publiques menées qui contribuent à déterminer comment chacun est censé se comporter.
Chaque espace a ses propres codes de conduite, et ce qui est considéré juste et normal varie d'endroit en endroit. Une communauté a ses propres standards et signifie fortement aux délinquants et criminels, via le contrôle sociale, que son quartier ne tolère pas leur comportement. Si cependant une communauté est incapable de se préserver des potentiels délinquants et criminels par elle-même, elle peut être appuyée par les politiques publiques.
La théorie prend en considération l'exclusion spatiale et la division sociale, certains comportements étant considérés comme disruptifs donc indésirés. Cela exclut certaines personnes de certains espaces parce que leur comportement ne convient pas à la classe de la communauté et de ses alentours.
En évacuant les individus indésirés des rues, les résidents se sentent plus en sécurité et tiennent en plus haute estime ceux qui les protègent.

## Concepts

### Contrôle social informel
Beaucoup affirment que le contrôle social informel peut être une stratégie efficace de réduction des comportements illicites. Selon Garland, « les mesures d'apaisement communautaire par la réalisation d'un contrôle social informel exercé dans les relations quotidiennes et les institutions sont plus effectives que les sanctions légales ». Les méthodes du contrôle social informel ont permis d'observer une attitude de renforcement du contrôle par certains individus proactifs, signifiant que les désordres ne sont pas tolérés.
Selon Wilson et Kelling, deux types de groupes sont impliqués dans le maintien de l'ordre : les « gardiens communautaires » et les « vigilantes ».
Wilcox et ses collèges affirment qu'un usage inapproprié du territoire peut causer des désordres, et que plus l'espace public est vaste, plus il est susceptible de connaître de la criminalité. Par conséquent, les espaces non-résidentiels doivent assumer la responsabilité du contrôle social informel par la surveillance, la communication, la supervision et l'intervention.
Il est attendu que plus d'étrangers occupant l'espace public produit de plus grandes chances de désordre. Jane Jacobs peut être considérée comme une des pionnières de cette perspective des « vitres brisées ». La majorité de son livre The Death and Life of Great American Cities, porte sur la contribution des résidents et non-résidents au maintien de l'ordre dans les rues, et explique comment les commerces, institutions et entreprises locales produisent le sentiment qu'elles ont « les yeux sur la rue ».
Au contraire, de nombreux résidents ont le sentiment que le maintien de l'ordre n'est pas de leur responsabilité. Wilson et Kelling ont observé que les études psychologiques suggèrent que les personnes refusent souvent d'aider quelqu'un cherchant de l'aide, non par manque d'implication ou par égoïsme, mais par « l'absence de raison plausible de ressentir que l'individu doit personnellement en assumer la responsabilité ». D'autre part, d'autres refusent pleinement de se mettre ainsi en danger, selon leur perception de la gravité de la nuisance. Une étude de 2004 a observé que « la plupart des recherches sur le désordre sont basées sur les perceptions au niveau individuel découplées d'une approche systémique de l'environnement générateur des désordres ». Au fond, tout le monde perçoit le désordre différemment, et peut apprécier le sérieux d'une infraction selon sa propre perception. Cependant, Wilson et Kelling ont remarqué que, bien que l'implication de la communauté puisse faire une différence, « la police est pleinement la clé du maintien de l'ordre ».

### Peur
Ranasinghe affirme que le concept de peur est à la base de la théorie de la vitre brisée. Elle ajoute que le désordre public est « sans équivoque posé comme problématique en tant que source de peur ». La peur est constituée comme la perception des augmentation du désordre, qui défont le tissu social communautaire et laissent les résidents désespérés et isolés. Wilson et Kelling souscrivent à cette idée, mais ne se concentrent pas sur son importance centrale. Ils indiquent que la peur est un produit de l'incivilité, et non du crime, et que les gens s'évitent en réponse de la peur, ce qui affaiblit le contrôle social.
Hinkle et Weisburg on relevé que les interventions de police contre des infractions mineurs, comme suivant le modèle de la vitre brisée, « augmentent significativement la probabilité de se sentir en insécurité », suggérant que de telles interventions pourraient contrebalancer tout bénéfice d'une politique inspirée par la théorie de la vitre brisée en termes de réduction de la peur.

## Développements critiques
En mars 1982 dans The Atlantic, Wilson écrivait que les efforts policiers s'étaient graduellement reportés du maintien de l'ordre à la lutte contre le crime. Le maintien de l'ordre appartiendrait au passé. Il attribuait ce changement à la montée des émeutes urbaines des années 1960, alors que « les chercheurs en sciences sociales commencèrent à explorer avec attention la fonction de maintien de l'ordre de la police, et suggérèrent des façons de l'améliorer, non pour rendre les rues plus sûres, ce qui était sa fonction originale, mais pour réduire l'incidence de la violence de masse ». D'autres criminologues énoncent des changements similaires. Garland, par exemple, avance que la police américaine au cours du XXe siècle s'est efforcée de rester hors des quartiers sous sa juridiction.
The Death and Life of Great American Cities de Jane Jacobs et son importance pour les premiers travaux sur la théorie de vitre brisée sont discutés en détail par Ranasinghe, qui affirme que l'intérêt premier de Kelling pour « les infractions mineures et les comportements et conditions du désordre » a été inspiré par l'œuvre de Jacobs. Ranasinghe écrit que l'approche de Jacobs du désordre social était centré sur « les rues et leurs trottoirs, les principaux lieux publics d'une ville » et qu'ils « sont ses organes les plus vitaux, parce qu'ils en produisent les principales scènes visibles ». Wilson et Kelling, comme Jacobs, étudient le concept de « civilité » et comment ils produit des distorsions entre le crime et le désordre. Ranasinghe explique que le cadre commun à ces auteurs est qu'ils étudient le problème en fonction des lieux publics urbains. Jacobs, selon elle, considère que « la civilité fonctionne comme un moyen de contrôle social informer, sujet à peu de normes et procès institutionnalisés tels que la loi », mais plutôt maintenue par un « réseau intriqué, presque inconscient, de contrôles et de standards volontaires parmi les gens... et appliqués par les gens eux-mêmes ».

## Conséquences
La théorie de la vitre brisée démontre que ce n’est donc pas la délinquance qui engendre le sentiment d’insécurité mais au contraire ce dernier, provoqué par les incivilités, qui engendre un sentiment d’impunité favorable au passage à l’acte.
L'article conclut également que ce n’est pas dans des facteurs sociaux profonds (pauvreté, culture d’exclusion, recul des lieux de socialisation) qu’il convient de rechercher les causes de la criminalité mais dans de petits détails du quotidien qui peuvent transformer un paisible quartier en une véritable « jungle ». Ces actes peuvent même ne pas constituer des infractions pénales. Selon George L. Kelling il faut y remédier le plus tôt possible, tant qu’ils sont peu nombreux et avant qu’ils ne s’accumulent, en réparant, nettoyant, évacuant, etc. ce qui doit l’être. Appeler la police une fois l’infraction commise ne sert à rien et les habitants qui souffrent du sentiment d’insécurité répètent d’ailleurs que la police ne peut rien faire. La théorie de la vitre brisée met en évidence la nécessité pour la police de maintenir intactes des communautés sans vitres brisées.
En ce qui concerne l'application de cette théorie, la ville qui est le plus souvent citée comme un exemple de réussite est celle de New York. En effet, la politique policière menée sous l'action de Rudolph Giuliani et William Bratton inspirée notamment par la théorie de la vitre brisée a eu comme effet de faire baisser de manière importante le taux de criminalité de la ville.